# Charles Percy Snow
Pour les articles homonymes, voir Snow.
Charles Percy Snow, baron Snow de Leicester, né le 15 octobre 1905 à Leicester et mort le 1er juillet 1980 à Londres, est un chimiste, haut fonctionnaire et romancier britannique,. Il est notamment connu pour une conférence donnée en 1959 sur Les Deux Cultures, c'est-à-dire sur le fossé grandissant entre les sciences et les humanities.
Deux de ses livres obtinrent le James Tait Black Memorial Prize en 1954.

## Biographie
Le 7 mai 1959 à l'Université de Cambridge, Snow prononça une conférence Rede intitulée Les Deux Cultures, qui suscita un débat général et passionné. Publiée ultérieurement sous le titre Les Deux Cultures et la Révolution Scientifique, cette conférence affirmait que la rupture de communication entre les « deux cultures » de la société moderne – les sciences et les lettres – constituait un obstacle majeur à la résolution des problèmes mondiaux. Snow affirme notamment que la qualité de l'éducation dans le monde est en déclin.
Lors de sa conférence Rede de 1959, Snow condamnait expressément le système éducatif britannique, accusé d'avoir, depuis l'époque victorienne, survalorisé les lettres (notamment le latin et le grec) au détriment de l'enseignement scientifique. Il pensait qu'en pratique, cela privait les élites britanniques (politiques, administratives et industrielles) d'une préparation adéquate à la gestion du monde scientifique moderne. En revanche, expliquait Snow, les écoles allemandes et américaines cherchaient à préparer leurs citoyens de manière égale aux sciences et aux humanités, et un meilleur enseignement scientifique permettait aux dirigeants de ces pays d'être plus compétitifs à l'ère scientifique. Les discussions ultérieures sur les Deux Cultures tendirent à occulter l'accent initial de Snow sur les différences entre les systèmes britanniques (tant scolaires que de classes sociales) et ceux des pays concurrents.
L'un des opposants de Snow fut F. R. Leavis qui l'a ouvertement affronté lors de la conférence de Richmond de 1962.

## Œuvres

### Fiction

#### SérieStrangers and Brothers
- George Passant (titre initial : Strangers and Brothers), 1940
- The Light and the Dark, 1947 ; trad. fr. Renée Villoteau, La Lumière et les Ténèbres, Robert Laffont, 399 p., 1951
- Time of Hope, 1949 ; trad. fr. Renée Villoteau, Le Temps de l'espoir, Robert Laffont, 415 p., 1952
- The Masters, 1951
- The New Men, 1954
- Homecomings, 1956
- The Conscience of the Rich, 1958
- The Affair, 1959 ; trad.fr. Suzanne Desternes, L'Affaire Howard, Robert Laffont, 450 p., 1963
- Corridors of Power, 1963
- The Sleep of Reason, 1968
- Last Things, 1970

#### Autres ouvrages de fiction
- Death Under Sail, 1932
- New Lives for Old, 1933
- The Search, 1934
- The Malcontents, 1972
- In Their Wisdom, 1974, shortlisted for the Booker Prize
- A Coat of Varnish, 1979

### Essais
- The Two Cultures and the Scientific Revolution, 1959
- Science and Government, 1961
- The Two Cultures and a Second Look, 1963 ; trad. fr. Claude Noël, Les Deux Cultures, suivies de Supplément aux Deux Cultures, Jean-Jacques Pauvert, 159 p., 1968 ; rééd. Les Belles Lettres, coll. "Le goût des idées", 160 p., 2021
- Variety of men, 1967
- The State of Siege, 1968 ; trad. fr. Claude Noël & Christophe Jaquet, Les Deux Cultures, suivies de Supplément aux Deux Cultures & État de Siège, Les Belles Lettres, coll. "Le goût des idées", 160 p., 2021
- Public Affairs, 1971
- Trollope: His Life and Art, 1975
- The Realists, 1978
- The Physicists, 1981
- The Realists, eight portraits : Stendhal, Honoré de Balzac, Charles Dickens, Fiodor Dostoïevski, Léon Tolstoï, Benito Pérez Galdós, Henry James et Marcel Proust, Encore éditions, 1978, 336 pages  (ISBN 0684158728)